# زیردریایی یو-۴۱۹
زیردریایی یو-۴۱۹ (به انگلیسی: German submarine U-419) یک زیردریایی بود که طول آن ۶۷٫۱ متر (۲۲۰ فوت ۲ اینچ) بود. این زیردریایی در سال ۱۹۴۲ ساخته شد.